# Comuna Rivne, Murovani Kurîlivți
Rivne (în ucraineană Рівне) este o comună în raionul Murovani Kurîlivți, regiunea Vinnița, Ucraina, formată din satele Nîșivți și Rivne (reședința).

## Demografie
Componența lingvistică a satului Rivne
     Ucraineană (98,82%)
     Rusă (1,04%)
     Alte limbi (0,07%)
Conform recensământului din 2001, majoritatea populației satului Rivne era vorbitoare de ucraineană (98,82%), existând în minoritate și vorbitori de rusă (1,04%).